# Kalevi Hämäläinen
Kalevi Hämäläinen, född 13 december 1932 i Jockas, död 10 januari 2005 i Jockas, var en finländsk längdåkare som tävlade under 1950- och 1960-talet.

## Utmärkelser
- Riddartecknet av I klass av Finlands Lejons orden,  1967[2]

[Redigera Wikidata]